# Pikárec
Pikárec település Csehországban, a Žďár nad Sázavou-i járásban. Pikárec Bobrová, Radkov, Radenice, Bobrůvka, Horní Libochová, Jívoví és Moravec településekkel határos. Lakosainak száma 333 fő (2024. január 1.).

## Népesség
A település lakosságának változását az alábbi diagram mutatja:
| Lakosok száma | 425  | 386  | 359  | 325  | 295  | 303  | 327  | 333  | 314  | 333  |
|               | 1869 | 1900 | 1921 | 1961 | 1980 | 2011 | 2016 | 2019 | 2021 | 2024 |